# Powellisetia principis
Powellisetia principis is een slakkensoort uit de familie van de Rissoidae. De wetenschappelijke naam van de soort is voor het eerst geldig gepubliceerd in 1886 door Watson.